# 国家统一日 (罗马尼亚)
罗马尼亚国家统一日（羅馬尼亞語：Ziua Naţională a României），又称统一日（羅馬尼亞語：Ziua Marii Uniri），于每年的12月1日举行，是罗马尼亚的法定国庆日。这是为了纪念1918年12月1日在阿爾巴尤利亞举行的代表大会，宣布罗马尼亚与特兰西瓦尼亚合并而设立。此节日是1989年羅馬尼亞革命之后设立，亦纪念比萨拉比亚、布科维纳及罗马尼亚王国于1918年统一。
1948年之前，罗马尼亚的国定假日是5月10日，这一天拥有着双重意义：这是卡罗尔一世踏上罗马尼亚土地的第一天（1866年），也是罗马尼亚于1877年签署了从奥斯曼帝国独立的《独立宣言》的一天。
在罗马尼亚共产党执政时期，国庆日的日期是8月23日，为了纪念1944年8月23日罗马尼亚共产党发动起义推翻了推翻扬·安东内斯库元帅的亲法西斯政府。

## 历史

### 阿尔巴尤利亚国民大会

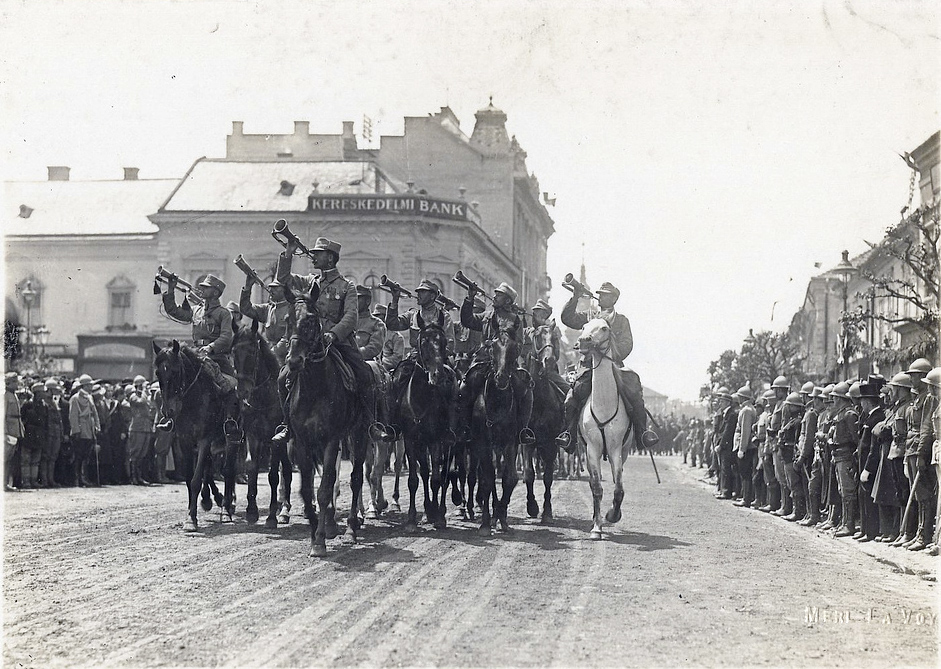
罗马尼亚军队在特兰西瓦尼亚进行阅兵 (here Piața Unirii, Cluj-Napoca)

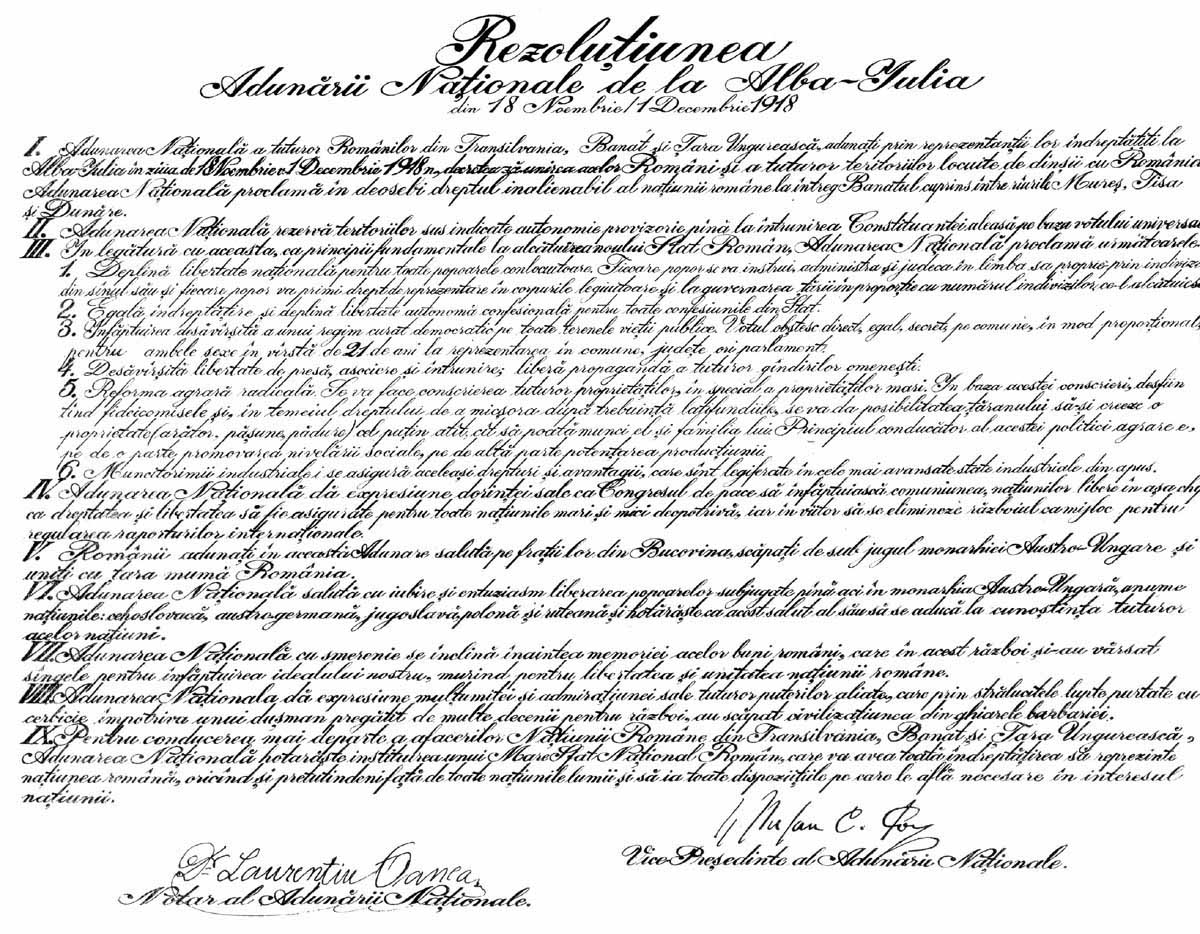
国民议会决议

1918年12月1日（旧历11月18日），特兰西瓦尼亚和匈牙利的国民大会在罗马尼亚举行，由1228名从特兰西瓦尼亚、巴纳特、Crişana和马拉穆列什选出的代表组成。他们聚集在阿尔巴尤利亚，通过投票一致同意成立统一的国家。
|  | 这是罗马尼亚人和罗马尼亚居住的所有领土的统一。 |

国民大会的决议投票也规定“新罗马尼亚国家”的法律和组成。统一条件有：保留地方自治的民主，民族和宗教平等等。大会由200名成员，以及50名国家罗马尼亚特兰西瓦尼亚议院成员，组成特兰西瓦尼亚的永久新议会。
次日，国家罗马尼亚特兰西瓦尼亚委员会以政府的名义成立了由尤柳·马纽领导的名为特兰西瓦尼亚直属议会。

1918年12月11日,国王费迪南德签署了关于特兰西瓦尼亚，巴纳特，Crişana，索特马尔和马拉穆列什以及原罗马尼亚王国组成新罗马尼亚联盟的法律。
|  | 1918年11月18日阿尔巴尤利亚国民议会决议中指定的土地永远与罗马尼亚王国保持联合。 |

### 节日的宣布
在1949年8月18日的部长议会决议#903中规定，8月23日为国定假日。1990年8月1日，宣布罗马尼亚国庆节改为12月1日。法律没有说明指定这一天为国定假日的意义。12月1日为国庆日，虽然没有被罗马尼亚法律直接规定，但由于特兰西瓦尼亚、巴纳特、Crişana、马拉穆列什和罗马尼亚在1918年的这一天宣布统一而设立。然而选择这一天作为一个全国性节日，却被罗马尼亚的匈牙利少数民族视为侮辱,这标志着他们在政治权利上遭受损失。

## 参见

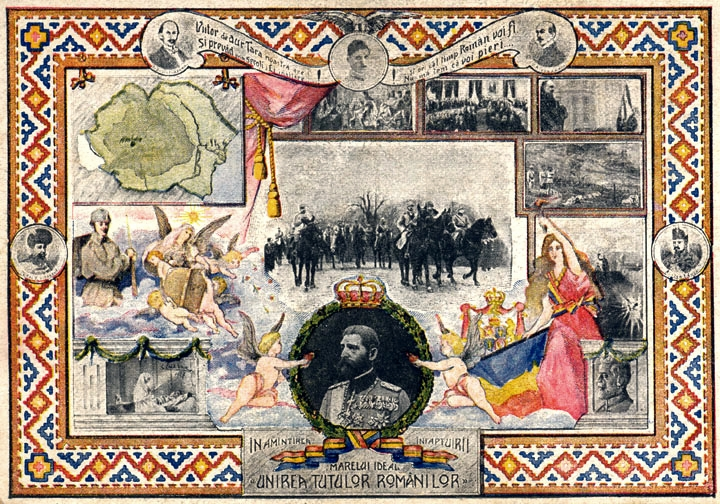
1918–1919年发行的罗马尼亚明信片. 注意罗马尼亚西部边界的不寻常的形状，如图所示（罗马尼亚被假定包括所有的马拉穆列什，Crişana的更大的部分，可能整个Banat，并标记为白色）。该1920年前边界都不曾改变过 。

### 第一次国庆日
在1990年12月1日，罗马尼亚的第一次新国庆节上，政府于阿尔巴尤利亚举行了最大规模的庆祝活动。由于此时的罗马尼亚发生了重大的政治变化，各方政治势力的矛盾变得尖锐，国内政治极化明显，导致这次庆典充满了不和谐的声音：首先是Corneliu Coposu,其次反共产主义反对派的领袖，在发表演讲时被人群的嘘声打断了好几次。时任总理彼得·罗曼，在发表演讲时也被多次打断，以至于扬·伊利埃斯库暗示他停止动作。这一场面被拍摄下来,并通过媒体广泛传播。